# Théâtre Antoine
El Théâtre Antoine (desde 1943 Théâtre Antoine-Simone Berriau) es un teatro ubicado en el número 14 del boulevard de Strasbourg, en el X Distrito de París.
Construido en 1866, con diseño italianizante y una capacidad para 800 espectadores, está inscrito en el registro de monumentos históricos.
A lo largo de los años la sala tuvo diferentes nombres que se usaron alternadamente: Theatre des Menus-Plaisirs, Théâtre des Arts, Opéra-Bouffe y Comédie-Parisienne.

## Théâtre-Libre y Théâtre-Antoine

Póster de la gira del Teatro Antoine. Foto Stebbing, París.

En 1888 se convirtió en la sede de la compañía Théâtre Libre de André Antoine. Aunque la actividad duró solo ocho años, los tratamientos novedosos en cuanto a escenografía, iluminación y estilo de trabajo actoral del teatro resultaron extremadamente influyentes. En 1894 Antoine abandonó el proyecto debido a dificultades financieras, pero regresó al año siguiente y la sala fue renombrada como Théâtre Antoine, con un programa aún más innovador que duró hasta 1906.

## A partir de 1943
A su nombre original, el teatro ha incorporó el nombre de la actriz y directora Simone Berriau, quien a partir de 1943 presentó en la sala la obra dramática completa de Jean-Paul Sartre. Por ejemplo, en la sala se estrenó El diablo y Dios (Le diable et le Bon Dieu) de 1951, con la dirección de Louis Jouvet. A la muerte de Simone Berriau en 1984, se hizo cargo del teatro su hija Héléna Bossis; tras la muerte de Bossis en 2008, la dirección quedó a cargo de su esposo Daniel Darès.

## Estrenos
Durante los primeros años, cuando era conocido con el nombre de «Théâtre des Menus-Plaisirs», en la sala tuvieron su estreno:
- 1867: Genoveva de Brabante, de Jacques Offenbach. Ópera bufa en tres actos sobre un libreto de Hector Crémieux y Étienne Tréfeu.[5]
- 1883: Les pommes d'or de Edmond Audran. Opereta en tres actos.[6]
- 1887: La fiancée des Verts-Poteaux de E. Audran. Ópera cómica en tres actos.[7]
- 1891: L'oncle Célestin de E. Audran, con libreto de Henri Kéroul y Maurice Ordonneau.[8]
- 1892: Article de Paris de E. Audran, opereta en tres actos.[9]